# Народен войник (първа бригада)
 Тази статия е за вестника на първа македонска ударна бригада.  За вестника, издаван от Главния щаб на НОВ и ПОМ, вижте Народен войник (НОВ и ПОМ).  
„Народен войник“ (на македонска литературна норма: Народен воjник) е комунистически вестник на Комунистическата съпротива във Вардарска Македония.
Вестникът е издаван от юни 1944 година и е орган на Първа македонска ударна бригада. Главни редактори са Владо Малески и Илия Топаловски. Сред пишещите във вестника са Кемал Аголи, Илия Йосифовски, Жамила Колономос, Владимир Полежиноски, Трифун Паноски, Панче Поповски, Яким Спировски, Кръсте Цървенковски, Вангел Чукалевски. Художници на вестника са Боро Димоски и Ангеле Ивановски. Втори и трети брой са печатани в партизанската печатница „Гоце Делчев“, а брой 5 в Скопие. От вестника са издадени общо 23 броя.